# Pristimantis kirklandi
Espèce
Synonymes
- Eleutherodactylus kirklandi Flores, 1985

Pristimantis kirklandi est une espèce d'amphibiens de la famille des Craugastoridae.

## Répartition
Cette espèce est endémique de la province de Napo en Équateur. Elle se rencontre dans les environs de Cuyujua à environ 2 200 m d'altitude dans la cordillère Orientale.

## Étymologie
Cette espèce est nommée en l'honneur de Benjamin E. Kirkland.

## Publication originale
- Flores, 1985 : A new Eleutherodactylus from the Amazonian slopes of the Ecuadorian Andes. Herpetologica, vol. 41, no 4, p. 447-450.